# Cissus repanda
Cissus repanda är en vinväxtart som beskrevs av Vahl. Cissus repanda ingår i släktet Cissus och familjen vinväxter. Utöver nominatformen finns också underarten C. r. subferruginea.